# (9324) 1989 CH4
A (9324) 1989 CH4 a Naprendszer kisbolygóövében található aszteroida. Ueda Szeidzsi és Kaneda Hirosi fedezte fel 1989. február 7-én.